# Ḩeşārābād-e Īlāt
Ḩeşārābād-e Īlāt (persiska: حصار آباد ایلات, Shahrābād-e Īlāt, شهرآباد ايلات) är en ort i Iran.   Den ligger i provinsen Teheran, i den norra delen av landet, 40 km väster om huvudstaden Teheran. Ḩeşārābād-e Īlāt ligger 1 089 meter över havet och antalet invånare är 666.
Terrängen runt Ḩeşārābād-e Īlāt är huvudsakligen platt, men söderut är den kuperad. Runt Ḩeşārābād-e Īlāt är det tätbefolkat, med 530 invånare per kvadratkilometer. Närmaste större samhälle är Nasīm Shahr, 15,2 km öster om Ḩeşārābād-e Īlāt. Trakten runt Ḩeşārābād-e Īlāt består i huvudsak av gräsmarker.